# SNCF TGV 001
Der TGV 001 war ein Hochgeschwindigkeitstriebwagen der SNCF. Der Gasturbinenzug wurde 1972 als Prototyp für die TGV von Alstom gefertigt.

## Geschichte

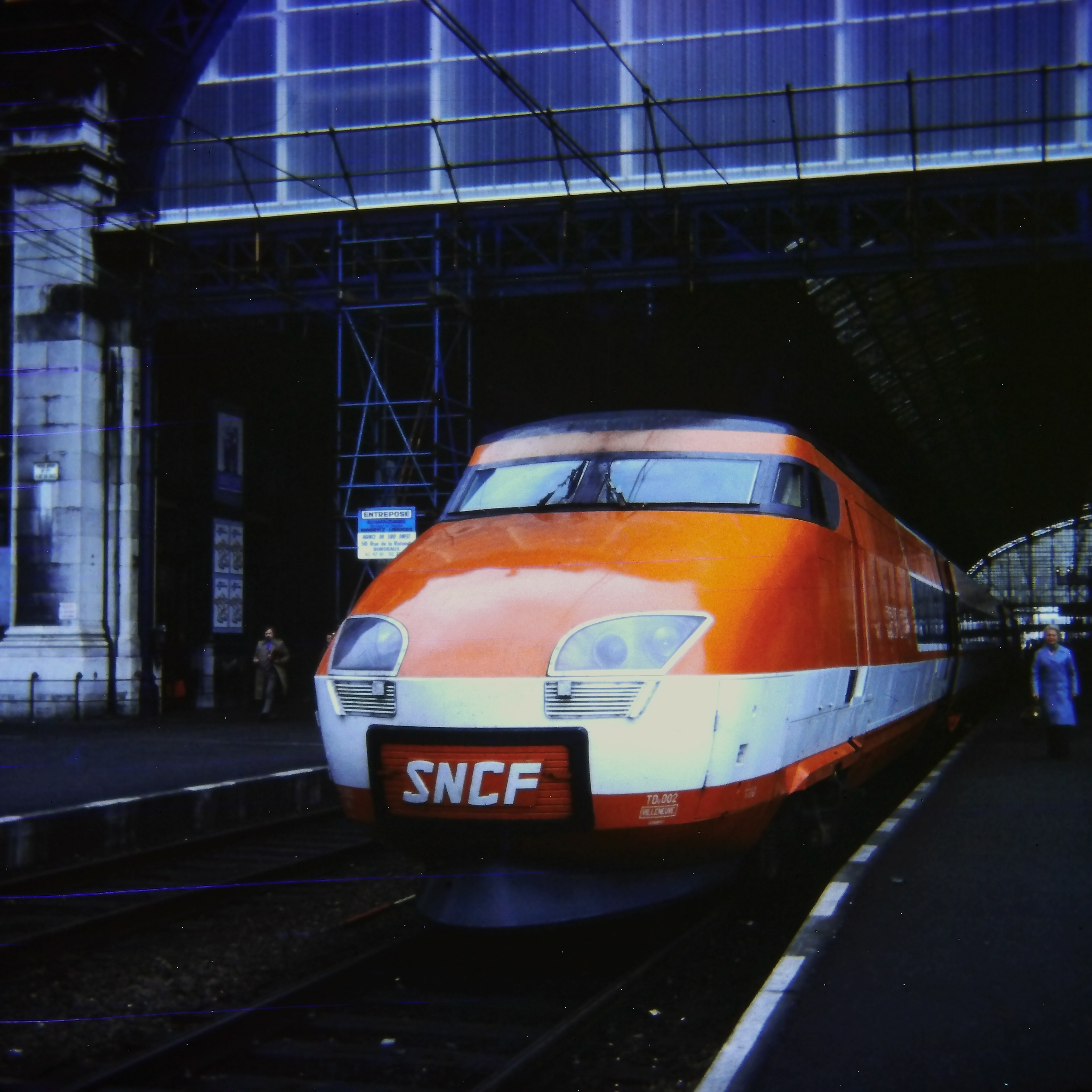
TGV 001 am Bahnhof Bordeaux-Saint-Jean im Jahr 1977

Im Dezember 1966 startete die SNCF gemeinsam mit der Industrie das Projekt C 03 „Possibilités ferroviaires sur infrastructures nouvelles“ (Möglichkeiten der Eisenbahn auf neuer Infrastruktur), das die Untersuchung von Hochgeschwindigkeitsverkehr mit von Gasturbinen angetriebenen Zügen für den Personenverkehr auf neuen Hochgeschwindigkeitsstrecken untersuchte. Dazu bestellte die SNCF 1969 zwei Prototyp-Züge, der zweite sollte mit aktiver Neigetechnik ausgerüstet werden. Der Neigetechnik-Zug wurde wegen technischer Schwierigkeiten nie gebaut. Am 24. März 1972 wurde der fünfteilige Triebzug TGV 001 im Alstom-Werk Belfort fertiggestellt. Vom 4. April 1972 bis zum 19. Juni 1978 wurde das Fahrzeug einem umfangreichen Erprobungsprogramm mit 5227 Testfahrten unterzogen. Dabei wurde am 8. Dezember 1972 die Geschwindigkeit 318 km/h zwischen Lamothe und Morcenx auf der Strecke Bordeaux–Irun erreicht. Auf dem gleichen Streckenabschnitt war schon 1955 der Geschwindigkeitsweltrekord von 331 km/h erreicht worden. Ab 1978 wurde das Versuchsprogramm mit den Prototypen des TGV PSE fortgesetzt. 1983/84 wurde der TGV 001 erneut genutzt, um Probleme mit der Sekundär-Federung des TGV PSE zu untersuchen.
Beide Triebköpfe des Zugs wurden als Technisches Denkmal aufgestellt. TDu 001 steht vor dem TGV-Ausbesserungswerk Bischheim, TDu 002 in Belfort und ist von der Autoroute A36 gut zu sehen.

## Technik
Der Triebzug besteht aus zwei baugleichen Triebköpfen, einem Wagen 1. Klasse, einem Messwagen und einem Wagen 2. Klasse. Die Personenwagen wurden durch angetriebene Jakobs-Drehgestelle verbunden. In den Triebköpfen befindet sich jeweils ein Führerstand, die Antriebsanlage und ein Gepäckraum. Die beiden Sitzwagen sind klimatisierte Großraumwagen. In der 1. Klasse wurden die Sitze in der Aufteilung 2+1, in der 2. Klasse in der Aufteilung 2+2 angeordnet.
Die Antriebsleistung wurde in beiden Triebköpfen durch je zwei Turboméca TURMO III G-Turbinen erzeugt, später durch leistungsstärkere TURMO-X-Turbinen. Über einen Generator und einen Gleichrichter wurde die Leistung elektrisch auf die zwölf Fahrmotoren übertragen.
Als Betriebsbremsen waren eine rheostatische Bremse, eine Wirbelstrombremse, auf die Antriebsachse der Fahrmotoren montiert, und eine hydropneumatische Bremse vorhanden. Zusätzlich verfügte der Zug über eine Magnetschienenbremse und eine Federspeicherbremse.